# Tabernas-sivatag
A Tabernas-sivatag (spanyolul:  Desierto de Tabernas) félszáraz sivatag, amely Spanyolország délkeleti részén, Andalúziában, Almería tartományban található, kb. 30 km-re északra a tartományi fővárostól, Almeríától. A sivatag természetvédelmi terület, a Cabo de Gata-Níjar Natúrpark része. Kiterjedése 280 km².
Magas tengerszint feletti magassága és szárazföldi elhelyezkedése miatt enyhén magasabb az éves csapadékmennyiség (több mint 200 mm/év), de alacsonyabb az éves átlaghőmérséklet, mint Almería part menti területein.

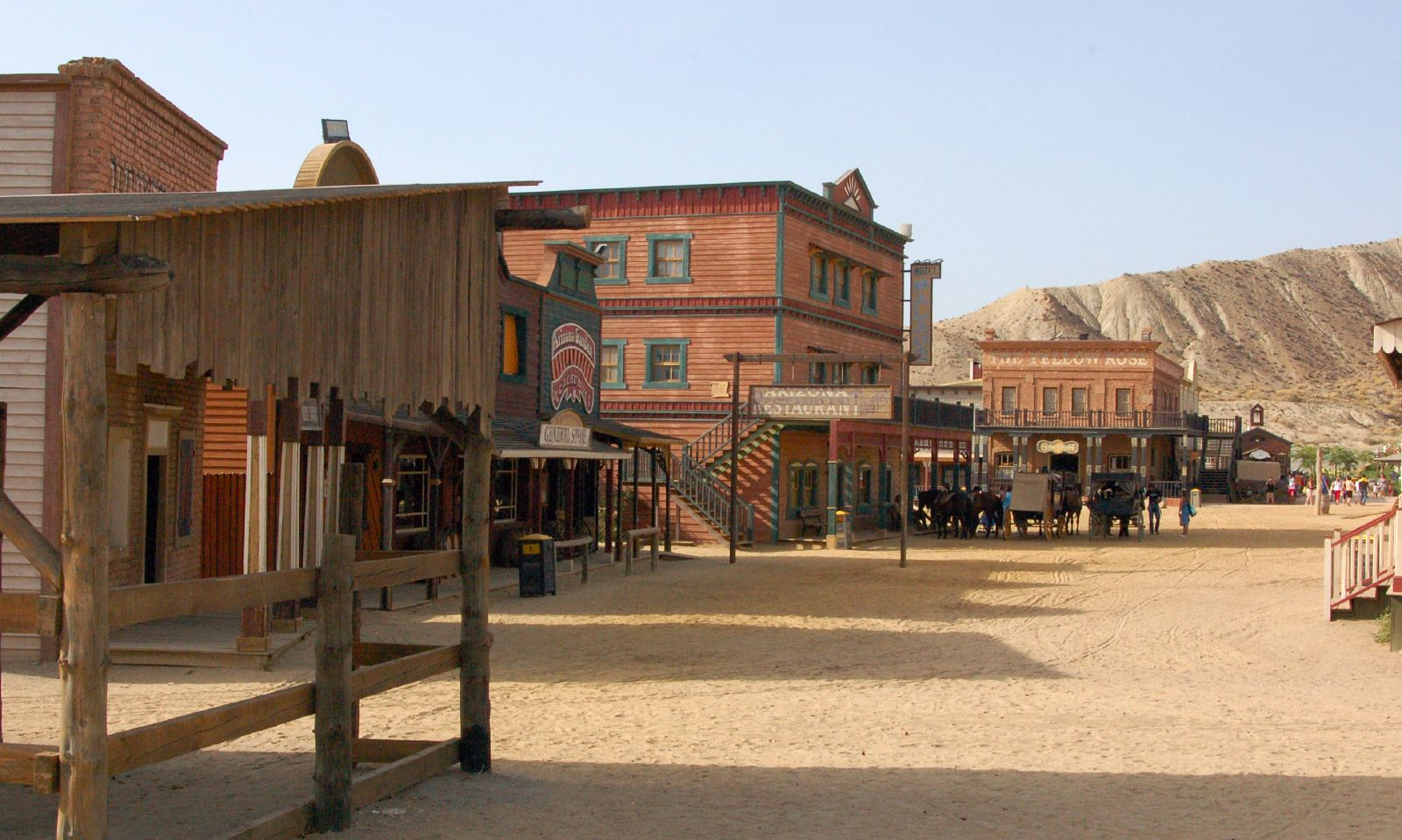
Mini Hollywood utcája

Az észak-amerikai félsivatagokkal való hasonlóságainak köszönhetően az 1950-es évek óta népszerű terület sok vadnyugati film felvételére. A spagettiwesterneket három fő stúdióban játszották: Texas Hollywood, Mini Hollywood és Western Leone. A Trónok harca televíziós sorozat hatodik évadának egyes jelenetei szintén itt készültek.
Kulturális értéke miatt az Európai Filmakadémia 2020-ban felvette az európai filmkultúra kincseinek listájára.

## Fordítás
Ez a szócikk részben vagy egészben  a   Tabernas Desert című angol Wikipédia-szócikk fordításán alapul.  Az eredeti cikk szerkesztőit annak laptörténete sorolja fel. Ez a jelzés csupán a megfogalmazás eredetét és a szerzői jogokat jelzi, nem szolgál a cikkben szereplő információk forrásmegjelöléseként.